# Barawertornis tedfordi
Barawertornis tedfordi — викопний вид гусеподібних птахів родини Дроморнісові (Dromornithidae). Скам'янілі рештки виду знайдені у відкладеннях формування Ріверслей у штаті Квінсленд на сході Австралії. Вид є найменшим із відомих дроморнісових і важив приблизно 80-95 кг. Це був травоїдний птах та мешкав у лісах, що покривали у міоцені більшу частину Австралії.